# Golfarmbåge
Golfarmbåge, eller medial epicondylit, är ett smärttillstånd som i viss mån påminner om tennisarmbåge. En skillnad är att man har mer smärta i mitten av armbågen med golfarmbåge.